# Grouches-Luchuel

Grouches-Luchuel este o comună în departamentul Somme, Franța. În 1 ianuarie 2022 avea o populație de 571 de locuitori.